# Concha Caballero
Concepción Caballero Cubillo (Baena, provincia de Córdoba, 26 de diciembre de 1956 - Sevilla, 21 de enero de 2015) fue una política, licenciada en Filología Hispánica, analista política y profesora de instituto de Lengua y Literatura con plaza fija desde 1982. Fue columnista de la edición andaluza de El País y del periódico en línea andalucesdiario.es. Era también tertuliana en el programa vespertino La ventana de la Cadena SER, que presenta y dirige Carles Francino, y colaboradora de los programas de Canal Sur Televisión: A debate, Buenos días, Andalucía, y de la tertulia posterior a los informativos nocturnos.

## Carrera
Se afilió al Partido Comunista de España en 1975, a pesar de pertenecer a una familia que sufrió mucho durante la guerra civil (varios familiares fueron asesinados por milicianos de izquierda). En Jaén, donde se trasladó desde su Baena natal junto con su familia, participó en la creación de la Junta Democrática y en la conformación del Movimiento Feminista 8 de Marzo.
Fue una dirigente destacada de Izquierda Unida en Andalucía. Comenzó su andadura en la política institucional siendo consejera de la Radio y Televisión de Andalucía (RTVA) desde 1987 hasta 1994, época que la convierte en un referente por sus críticas a la política audiovisual de la Junta de Andalucía.
Tras su paso por la RTVA, llegó a ser coordinadora provincial de IU en la provincia de Sevilla y parlamentaria andaluza desde 1994 hasta 2008 y los últimos cuatro años ocupó la portavocía del Grupo Parlamentario Izquierda Unida Los Verdes-Convocatoria por Andalucía (IULV-CA), siendo la primera mujer en ser portavoz de un grupo parlamentario en el Parlamento de Andalucía.
Durante sus años de actividad política, se caracterizó por formar parte del sector más abierto de Izquierda Unida, proclive a abrir la organización a la sociedad y alejar el dogmatismo del PCE de la coalición de izquierdas.
Afín al ala más aperturista de IU, del que formaban parte Gaspar Llamazares, Rosa Aguilar o Inés Sabanés, encabezó el sector crítico a la dirección de IU, representada por Antonio Romero Ruiz o Felipe Alcaraz. En el año 2000, disputó el liderazgo de IUCA-LV a Diego Valderas, tras la marcha de Antonio Romero. El sector afín a Concha Caballero perdió la asamblea andaluza de IU por un escaso margen en un proceso en el que hubo amenazas de impugnación por irregularidades en el censo de Almería que pudieron decantar la balanza en favor de la candidatura liderada por Diego Valderas, el candidato de la dirección oficial federal del PCE que estaba encabezado por Francisco Frutos y que controlaba el censo de la organización.
Durante la tramitación de la Reforma del Estatuto de Autonomía de Andalucía, fue una de las diputadas claves y, a pesar de que su grupo parlamentario solamente contaba con seis miembros, consiguió introducir elementos sociales muy importantes.
En las elecciones andaluzas de 2008, se negó a entrar en la pelea interna en el seno de IU para repetir en las candidaturas al Parlamento de Andalucía. Renunció, por tanto, a ir en las listas en disconformidad con la dirección andaluza de IU.
Se despidió por carta de los militantes de la formación. En la misiva explicó los motivos que le llevaron a apearse de la lucha interna. Tras su paso por el Parlamento de Andalucía, volvió a su plaza de profesora de Lengua y Literatura y a participar en tertulias radiofónicas y televisivas tanto a nivel autonómico como estatal. Fue autora del libro Sevilla, ciudad de las palabras en el que hace un viaje por Sevilla a través de la Literatura Universal.
Caballero, que dejó la primera línea política en 2008, era profesora de Lengua y Literatura en un instituto de Coria del Río (Sevilla) y colaboradora habitual en diversos medios de comunicación como articulista y participante en tertulias.
La mañana del 21 de enero de 2015 fallecía en Sevilla, a la edad de 58 años, a causa de un cáncer.
En febrero de 2015 se le otorgó la Medalla de Andalucía a título póstumo. Así mismo, el 2 de octubre el Ayuntamiento de Sevilla, a propuesta del Fórum de Política Feminista de Sevilla, puso su nombre a la calle ubicada entre la esquina calle Pueblo Palestino con Centro de Salud Polígono Norte y realizó un acto homenaje al que asistieron numerosas personalidades del ámbito de la política, los medios de comunicación, del feminismo, así como familiares y amistades de la política.